# Sunset (Computerspiel)
Sunset (übersetzt: Sonnenuntergang) ist ein belgisches Indie-Adventure in der Egoperspektive von Tale of Tales. Es wurde am 21. Mai 2015 veröffentlicht und handelt von einer afroamerikanischen Haushälterin, die sich in einem fiktiven südamerikanischen Land in den frühen 1970er Jahren um die Penthousewohnung von Gabriel Ortega kümmert.

## Handlung
Im fiktiven Land Anchuria muss Haushälterin Angela Burnes innerhalb einer Stunde mehrere Haushaltsaufgaben erledigen, bevor die Sonne untergeht. Während sie ihren Aufgaben nachgeht, findet der Spieler mehr über den im Land tobenden Bürgerkrieg und den das Land regierenden Diktator heraus. Mit der Zeit verändern sich Dinge sowohl im Haus als auch in der Stadt, die Angela durch die Fenster sehen kann. Über Tagebucheinträge und Notizen liefern die beiden Hauptfiguren Informationen und bauen eine Beziehung auf, die der Spieler beeinflussen kann.

## Spielprinzip und Technik
Das mit Hilfe der Unity-Engine erstellte Sunset ist ein First-Person-Adventure, das heißt, die Darstellung des Geschehens erfolgt aus der Perspektive des Spielers. Die Kamera ist dabei in allen Richtungen frei drehbar. Die Fortbewegung innerhalb der Spielwelt erfolgt über die WASD-Tasten.

## Produktionsnotizen
Tale of Tales kündigte die Entwicklung des Spiels im März 2014 an. Für Sunset lief eine Kickstarter-Kampagne, die am 17. Juni 2014 begann und einen Monat andauerte. Das Ziel waren 25.000 US-Dollar; das Spiel erreichte insgesamt die Summe von 67.636 US-Dollar. Das einzige „Stretch Goal“ war, mehr von der Protagonistin Angela Burnes zu sehen, inklusive Spiegelungen, um den Spieler einen Hinweis zu geben, wie sie aussieht. Eine weitere Säule der Vorfinanzierung des Spiels waren Mittel der staatlich geförderten Stiftung Flanders Audiovisual Fund.
Bei der Gestaltung des Charakters Angela Burnes wurde Tale of Tales von Angela Davis und Nina Simone inspiriert. Die Synchronsprecherin Tina Marie Murray leiht Angela ihre Stimme. Der Soundtrack wurde von Austin Wintory komponiert, der unter anderem den Soundtrack für das Videospiel Journey geschrieben hatte. Im Rahmen der Produktion erstellte Tale of Tales ein Textadventure mit dem Titel A Day in San Bavón, das in der Spielwelt von Sunset verortet ist und dem Spieler Hintergrundinformationen zum Setting liefert. A Day in San Bavón wurde mit dem Programmiersystem Twine erstellt und ist in einem Browser spielbar.

## Rezeption
Aus 34 aggregierten Wertungen erzielt Sunset auf Metacritic einen Score von 66. Michael Thomsen von The Washington Post schrieb: „Sunset erschafft eine schöne und manchmal nervenaufreibende künstliche Plattform für das entfremdende Rollenspiel in Arbeitgeber-Arbeitnehmer-Beziehungen mit dem Hintergrund einer historischen Revolution, die bedroht, das zu zerstören.“ Joe Donnelly von Digital Spy bewertete das Spiel mit 4/5 Sternen und schrieb: „Es ist eine einzigartige Interpretation des Kriegsthemas und erweckt den inneren Voyeur; überwältigend sowohl in den Momenten der Darstellung als auch in den vielsagenden Verbindungspunkten.“ IGN vergab eine Wertung von 8.0 von 10 und sagte: „Langsam aufgenommen ist Sunset eine schöne, faszinierende Erfahrung.“